# الحيانية
الحيانية محلة في البصرة سميت على اسم متصرف اللواء محمد ندى مطر الحياني المولود في قضاء الدجيل من اقضية محافظة صلاح الدين، وكان يشغل منصب متصرف لواء البصرة عام 1966-1967، والذي أمر بازالة البيوت (الصرايف) القديمة المبنية من القصب والبردي و (البواري) والطين، والمحاذية لشط العرب من الناحية الغربية في مناطق الرباط الكبير ونهير الليل والساعي وغيرها.وفي عام 1966 بدأ الناس ببناء البيوت الحديثة في هذه المنطقة بعد توزيع الأراضي عليهم من قبل الدولة واعتبار ان قطع الأراضي الجديدة ملك صرف مقابل بدل نقدي بسيط في الوقت الذي كانت فيه بيوتهم القديمة في نظر البلدية آنذاك تجاوزا على املاك الدولة خصوصا قربها من شركة التمور العراقية، (التي تعد من أهم الشركات بالبصرة في مرحلة الستينات وحتى السبعينات.والتي كانت مصدر رزق لمئات الالوف من العمال البصريين وغير البصريين الذين اما يعملون فيها كعمال وموظفين أو اصحاب جراديق التمور الذين يبيعون تمورهم لهذه الشركة التي تقوم بتصديره إلى اميركا وروسيا وغيرها من الدول).
ومنطقة الحيانية من المناطق الشعبية الشاسعة والكبيرة وتقع غرب مركز محافظة البصرة في العراق ويسكنها أغلبية شيعية كما تسكنها أقلية سنية وبعض الأكراد. ولقد دارت فيها اشتباكات مسلحة بين القوات البريطانية وغيرها من القوات المقاتلة التي استهدفت جيش المهدي بعد غزو العراق في عام 2003م، حيث أنها تعتبر المعقل الرئيسي للتيار الصدري وجيش المهدي في البصرة وخاصة منطقة شارع السيد الذي تتركز معظم قيادات جيش المهدي فيه فمنهم قائد جيش المهدي وسام عبد الحسين الملقب ب (أبو قادر) والذي اغتالته القوات البريطانية عام 2007 بعملية خاصة.
وتقع محلة الحيانية غرب مدينة البصرة العراقية ولكن الآن مع تطور مدينة البصرة واتساعها بعد عام 2003 أصبحت هناك احياء جديدة تمتد بعدها إلى المدينة الرياضية ومن مشاهيرها واعلامها الاديب يسار سعيد الفلك كبير تجمع شباب مرسال العالمين المولود أيضا في هذه المدينة وقد قام من اجلها بإقامة أكثر من 1000 فعالية تنضيف وتثقيف.الحاصل على المركز الاول لدورتين في صناعة التقرير الخبري (ابوجود) من مواليد ٨٩

## التقسيم المناطقي للحيانية
تتكون منطقة الحيانية والتي يسكنها الآن ما يقارب المليون نسمة من ست مناطق رئيسية هي:-
1- مدينة الشعلة أو ما تسمى سابقا (مدينة البعث) وهي عبارة ن قاطعين الأول والثاني وتبدا من شارع الطاك إلى شارع محمد القاسم.. وتحتوي على ازقة ضيقة في بعض تقسيماتها وتحوي مركز شرطة ومجموعة مدارس وسوق صغير.
2- منطقة حي المربع وتبدا من شارع الطاك إلى شارع التاميم وتشتهر هذه المنطقة بوجود اشخاص فقراء وكادحين تكاد تكون مهمتهم الرئيسية الاتجار بالمواد الكهربائية التالفة أو ما يسمى (العتيك) وكذلك بيع اسطوانات الغاز والتي بإمكان الشخص مشاهدة سيارات الغاز تملا شارع الأولى.. لكن مع ذلك خرج مثقفين وكوادر عليا من هذه المنطقة، كما تحوي هذه المنطقة عددا من الوجوه والشخصيات السياسية كالنائب جواد البزوني والنائب قاسم عطية واخيه النائب السابق مصطفى عطية وأطباء كثر.
3- المنطقة الأولى وتبدا من شارع التاميم إلى شارع الامام موسى الكاظم وهذه المنطقة أيضا تحوي بعض التقسيمات مثل منطقة الرواسة وشارع البلدية وشارع مدرسة أبو الأسود الدؤلي وشارع مدرسة الرسالة تحتوي المنطقة الأولى على إعدادية الرسالة العريقة والتي تعتبر أول مدرسة إعدادية في الحيانية وكذلك مدرسة أبو الأسود الدؤلي والتي تاسست في الستينات وهي اقدم ابتدائية في الحيانية إضافة لمجموعة مدارس ابتدائية ومتوسطة أخرى كصلاح الدين وثقيف والنبا الجديد والروضة القديمة والسوق الصغير القديم الذي لم تبق منه الا اطلال قديمة كما يكون جامع الامام موسى الكاظم القديم ع ضمن هذه الرقعة وهو من الجوامع المعروفة في البصرة 
4- المنطقة الثانية وتبدا من شارع الامام موسى الكاظم ع إلى شارع السيد (واختلفت الروايات حول من هو السيد الذي سمي الشارع باسمه) الا انه متعارف محليا باسم شارع السيد وهذه المنطقة تشبه التقسيم الجغرافي تماما كالمنطقة الأولى وكذلك المنطقتين الثالثة والرابعة والتي سياتي بيانهما، إذ انه لا يمكن للغريب من خارج الحيانية ان يميز بين المناطق من المرة الأولى. فتحتوي هذه المنطقة على أكبر سوق في منطقة الحيانية وهو سوق القسم الكبير والذي يكون في وسط المدينة ويمتد على طول الخط الوسطي للمنطة الثانية فهو يحتوي على اقسام متعددة من سوق الكماليات إلى سوق القماش إلى سوق الكهربائيات إلى سوق القماش وسوق الذهب وسوق المخضر وسوق السمك (السماكة) وسوق الدجاج (والذي انقرض تقريبا)، أيضا تقع عدة مدارس ضمن هذه المنطقة كلها ابتدائية وهي التجديد والمصير الواحد وبلاد النهرين، وتحوي هذه المنطقة بعض التقسيمات هي شارع الصنكر وشارع القسم البلدي، كما يشتهر شارع السيد بصناعة الابواب والشبابيك الحديد والخشب جملة ومفرد ويكاد يكون السوق الأول في البصرة في هذا المجال.
5- المنطقة الثالثة وتبدا من شارع السيد وتنتهي بشارع 60 وايضا تحتوي على بعض التقسيمات هي شارع مدرسة فتح وشارع جامع سيد نعمة، وتعتبر مدرسة فتح ومدرسة الإسكندرونة من اقدم المدراس في الحيانية وتماتز هذه المنطقة بحدث تاريخي في عام 1998 حيث اقيمت فيها صلاة الجماعة التي دعا لها الشهيد محمد الصدر حيث اقيمت هذه الصلاة في حسينية حجي اسفيح ثم انتقلت الصلاة إلى ساحة الصلاة بجانب مدرسة فتح كان يؤم الصلاة آنذاك الشيخ أحمد المالكي والشيخ صالح الجيزاني وبعد السقوط صلى فيها أيضا الشيخ صباح الساعدي (عضو مجلس النواب العراقي).
6-المنطقة الرابعة وتبدا من شارع 60 (سمي شارع 60 بهذه الاسم لان شكله بلخارطه يمثل الرقم 60) الى شارع أول لاين (وسمي باول لاين لانه الشارع الأول من جهة شارع الزبير) وتقسم هذه المنطقة بتقسيمات أيضا كشارع الحسينية وشارع الجامع كما تحوي سوقا صغيرايسمى بسوق الحسينيه أو سوق حسن (يقال بان أول من ابتاع فيه شخص اسمه حسن لذالك سمي بأسمه)وهو سوق يحوي الكثير من المحلات (المخضر والفواكه والقماش والسمك واللحوم والمواد المنزلية والصاغة....) وعددا من المدارس كمدرسة الرازي الابتدايه ومدرسه الشهيد ومدرسه حظرموت ومدرسة الاجيال ومدرسه التحدي ومدرسة حليمة السعدية ومدرسة إعدادية التضامن وإعدادية الاتحاد.وكذالك تحوي على جامع من اقدم الجوامع في الحيانيه وهو جامع سيد حيدر الحلو.
تشتهر الحيانية بكثافتها السكانية العالية والتي تقارب المليون نسمة اغلبهم من أبناء الطبقة الفقيرة والمتوسطة والذين تجدهم يتنوعون في اعمالهم واختصاصاتهم، اما شبابهم فاما يكون طالبا أو يكون كاسبا واغلبهم يعمل باعمال البناء (العمالة) لكنهم جميعا تقريبا رياضيون من هواة كرة القدم فتراهم صباحا يذهبون لاعمالهم اما في فترة العصر فتجدهم في ساحات كرة القدم الواسعة في منطقة السدة والتي تحتوي على العشرات إذا لم نقل المئات من الساحات ويتنافسون في البطولات الشعبية وهناك عدة فرق شعبية لها تاريخها وجمهورها واشهرها فرق الطليعة والتكاتف والاجيال ونيسان مدرسة ونجوم البعث وغيرهم.
كما أن هناك عدة لاعبين قد مثلوا منتخبات العراق الوطنية بفئاتها السنية والوطنية وابرزهم اللاعب علي سلمان سابقا واللاعب محمد عبد الحسين سابقا واللاعب حسام كاظم حاليا وكلهم قد خرجوا من هذه الساحات الشعبية في منطقة الحيانية.
اما تشكيلتها الدينية فان 99% من سكانها من المسلمين الشيعة مع وجود 1% من المسلمين السنة والمسيح والصابئة والذين يشتهرون بصياغة الذهب اما المسلمين الشيعة فهم متنوعون فيما بين 50% من اتباع السيد السيستاني و40% من اتباع الشهيد الصدر (التيار الصدري) و10% الباقية متوزعة بين اتباع الشيخ اليعقوبي والسيد محمود الحسني الصرخي وغيرهم، الا ان المكون الاوضح معالما هو التيارالصدري والتي تعتبر الحيانية أحد معاقله الرئيسية وهذا تمثل في اغلب المواجهات الدامية والمسلحة التي حصلت بين جيش المهدي والقوات البريطانية والتي استمرت إلى تاريخ خروج القوات الأمريكية من العراق بعد الاتفاقية الأمنية التي حدثت بين حكومة العراق والولايات المتحدة.